# Parmigianino

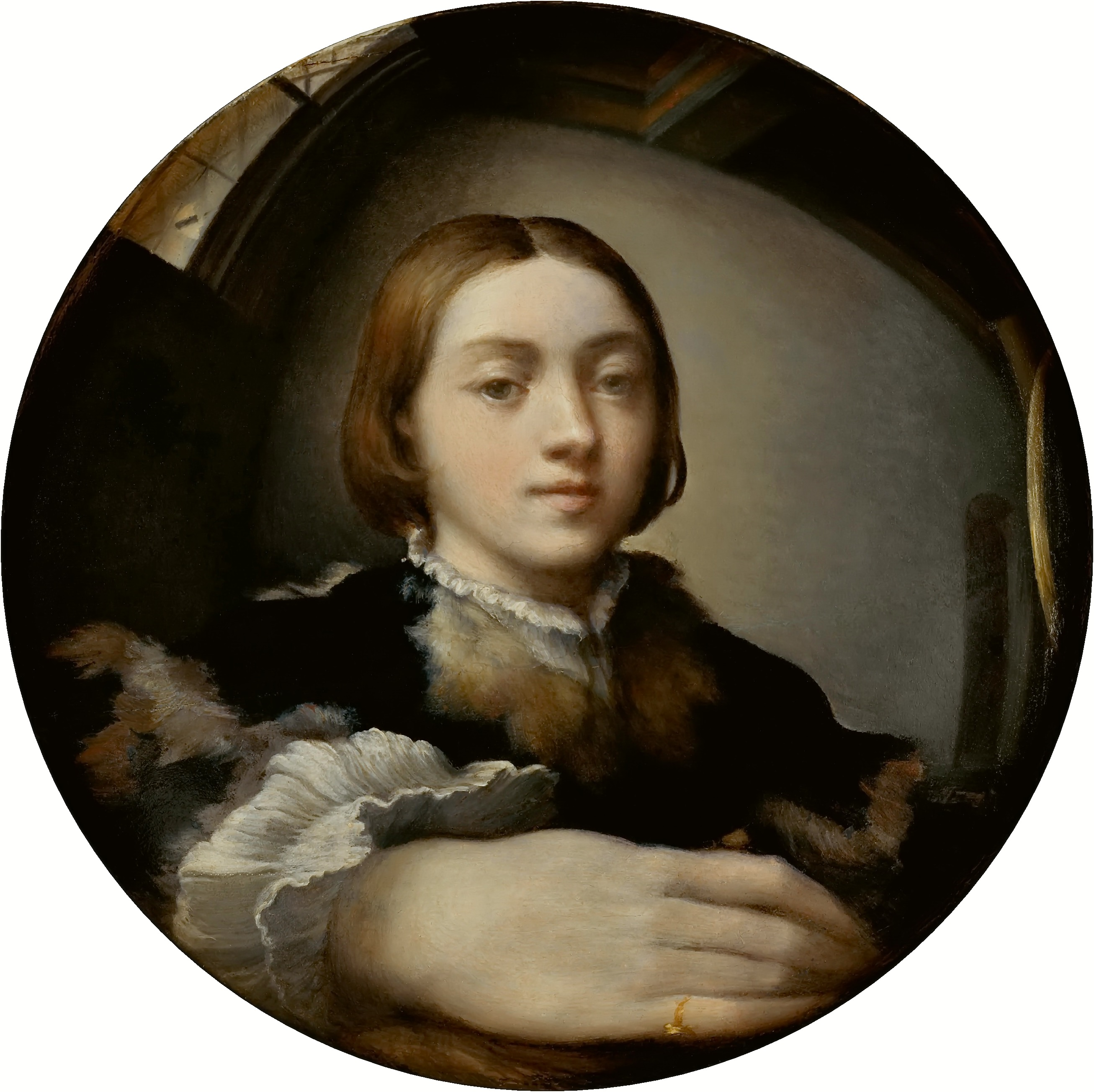
Selbstporträt im konvexen Spiegel, 1524

Parmigianino (* 11. Januar 1503 in Parma; † 24. August 1540 in Casalmaggiore, Parma; eigentlich Girolamo Francesco Maria Mazzola) war ein italienischer Maler und Radierer des Manierismus.

## Biografie

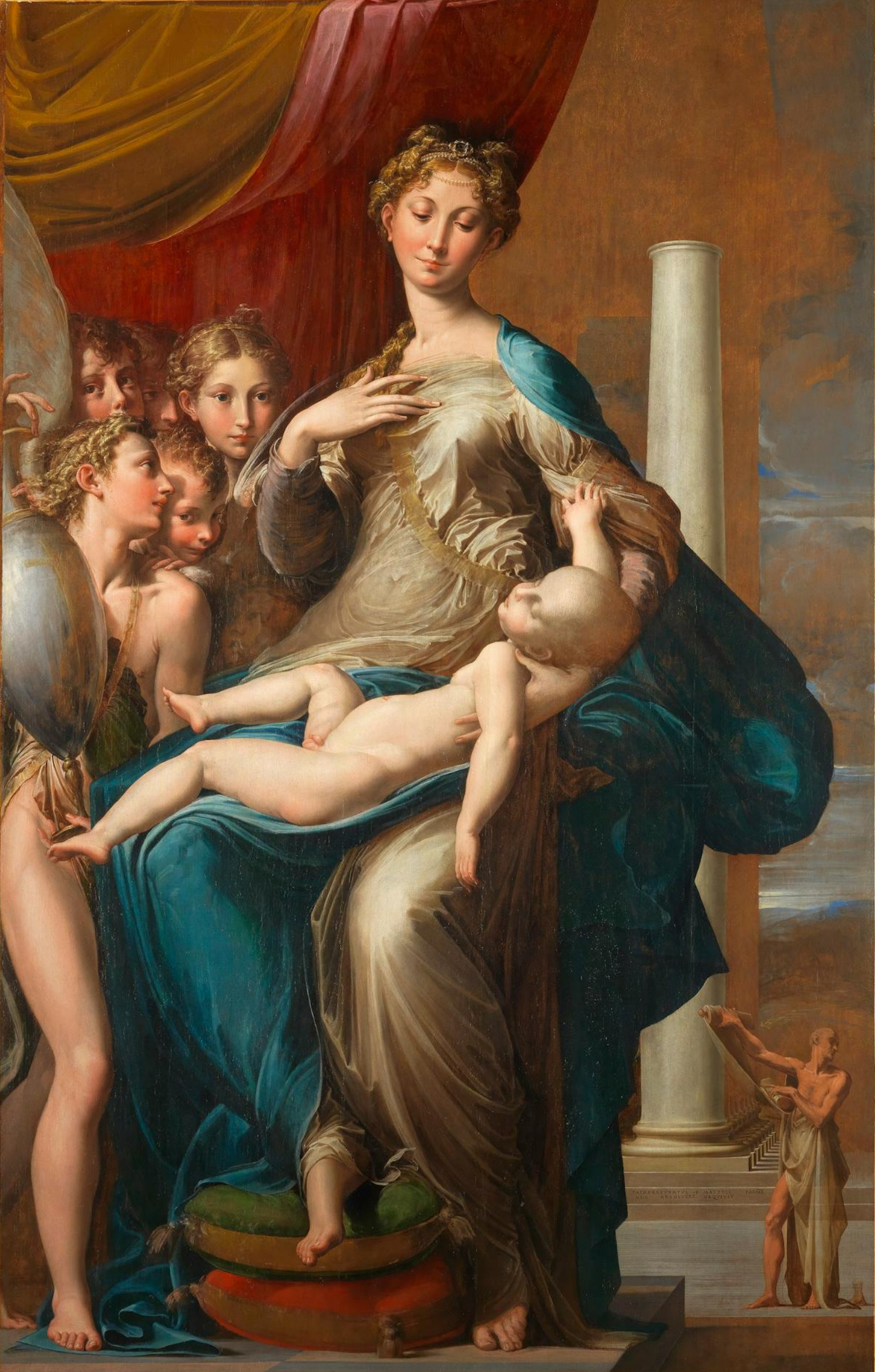
Madonna mit dem langen Hals, 1534/1535

### Kindheit
Francesco Mazzola wurde am 11. Januar 1503 als achter Sohn einer Handwerker- und Künstlerfamilie geboren. Sein vollständiger Namen lautete auf dem (lateinischen) Taufschein Jeronimus Franciscus Maria filius Philipi de Mazolis. Nach dem frühen Tod seines Vaters Filippo (1505) wurde er von seinen Onkeln väterlicherseits aufgezogen, die sein Talent förderten und ihn neben den humanistischen Fächern auch in Naturwissenschaften und Musik unterrichten ließen.

### Parma und Rom (1521–1527)
Nach der Rückkehr von einem kurzen Aufenthalt in Viadana begann Parmigianino („der Kleine aus Parma“) um 1521/1522 in der Kirche San Giovanni Evangelista zu arbeiten. Den Quellen zufolge soll er dort auf dem Baugerüst der Kuppel Antonio da Correggio begegnet sein. Von Parmigianino stammt u. a. die Dekoration der Bogenlaibungen dreier Seitenkapellen. Später wurde er beauftragt, mehrere Partien im linken Querhaus der Kathedrale von Parma auszumalen. Im entsprechenden Vertrag wurde er trotz seiner Jugend als „Magister“ bezeichnet, ein Ausweis der Achtung, die man bereits dem jungen Maler entgegenbrachte.
Im Sommer 1524 reiste Parmigianino nach Rom. Er brachte sein berühmtes Selbstporträt im konvexen Spiegel mit sich und wurde am Hof sofort als neuer Raffael gefeiert. Papst Clemens VII. versprach ihm die Dekoration der Sala dei Pontefici. Aus dieser Zeit sind einige kleinere Werke überliefert, Parmigianino schien sich vor allem Zeichnungen und Studien gewidmet zu haben. Die Plünderung Roms 1527 unterbrach dann Parmigianinos Rom-Aufenthalt.

### Bologna (1527–1530)
In den Jahren nach seiner Rückkehr aus Rom hielt er sich verstärkt in Bologna auf, das relativ nah (weniger als 100 Kilometer entfernt) bei seiner Heimatstadt Parma liegt. Die Zeit in Bologna war sehr produktiv. Parmigianino erhielt vielerlei Aufträge, die aber nicht zu einer breiteren Anerkennung führten. Selbst das Allegorische Porträt Karls V. aus dem Jahr 1530 erzielte bei dem Porträtierten offenbar keine Wirkung. In die Bologneser Zeit fiel auch seine Zusammenarbeit mit dem Kupferstecher Antonio da Trento, der ihn vielleicht aufgrund von Verstimmungen im persönlichen Verhältnis der beiden aller seiner Kupferstiche, Holzschnitte und vor allem Zeichnungen beraubte, die er nie wiedersah.

### Parma (1531–1540)

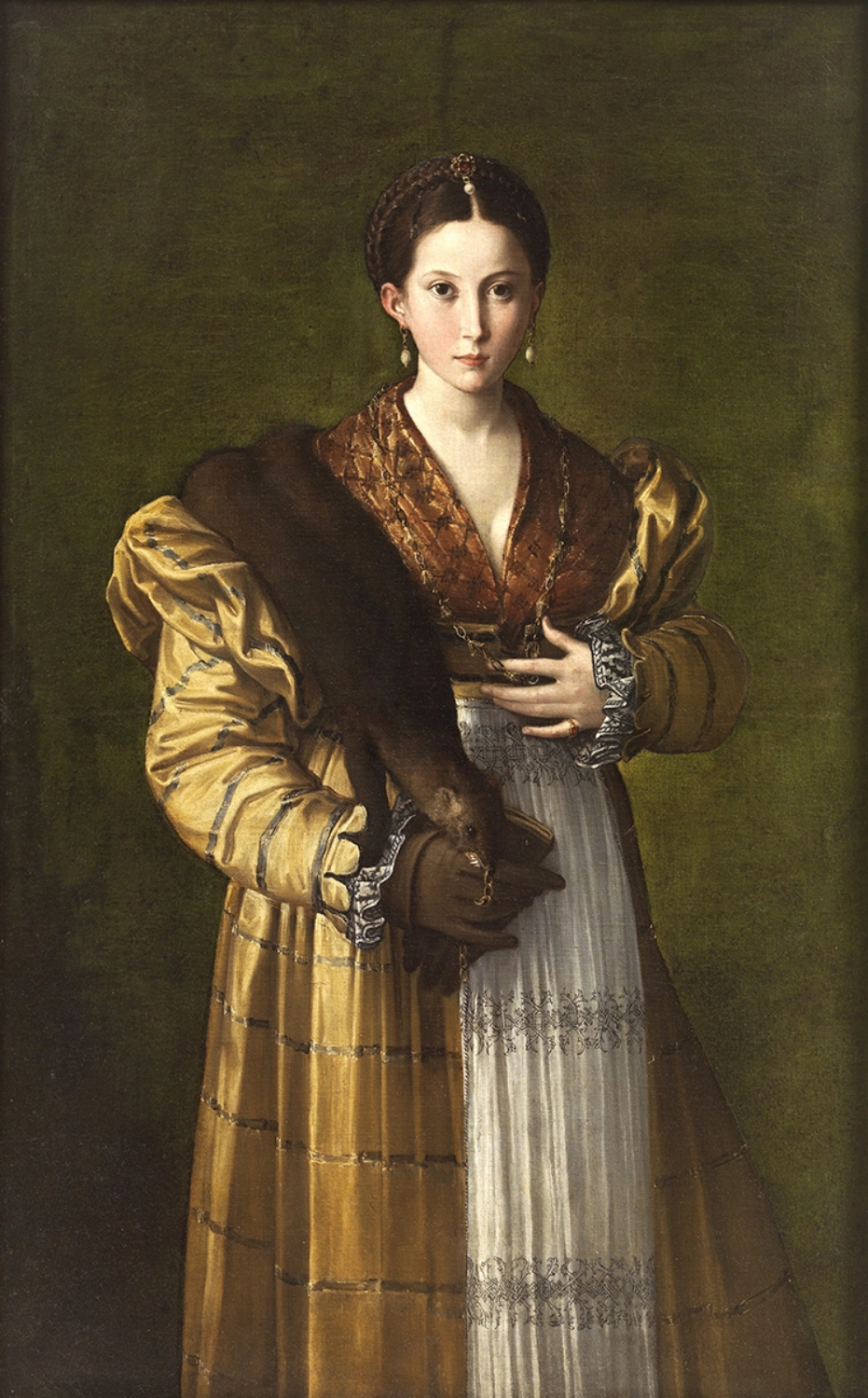
Porträt einer jungen Frau, genannt Anthea, 1535–1537

Nach seiner Rückkehr nach Parma verpflichtete sich Parmigianino um 1530/1531, die Ausmalung der Apsis und des Tonnengewölbes der neuerbauten Kirche Santa Maria della Steccata auszuführen. Seit dieser Zeit wird er in den Dokumenten als „Dominus“ bezeichnet, ein Zeichen für seinen Aufstieg in der sozialen Hierarchie.
Zu den privaten Aufträgen, die Parmigianino in dieser Zeit annahm, gehörte die für eine Familienkapelle gemalte später so genannte Madonna mit dem langen Hals. 1535 konnte Parmigianino die lange verzögerte Arbeit bei der Ausmalung der Steccata wieder aufnehmen. Zumindest das Tonnengewölbe hatte er bis 1538 fertiggestellt, aber wegen weiterer Verzögerungen bei der Dekoration der Apsis wurde ihm im Dezember 1539 durch die Bruderschaft der Steccata der Auftrag endgültig entzogen. An seiner statt wurde Giulio Romano verpflichtet, der aber schon im März 1540 von seiner Zusage zurücktrat, da diese Arbeit über seine Kräfte ginge. Schließlich übernahm Michelangelo Anselmi den Auftrag.
In seinem Refugium in Casalmaggiore starb Parmigianino 1540 mit 37 Jahren an Malaria. Dort wurde er auf dem Friedhof der Chiesa dei' Frati dei Servi (deutsch Kirche der Brüder der Diener) beerdigt.

## Werke
Trotz seines kurzen Lebens hat er eine große Zahl von Werken hinterlassen, die ihn als einen manierierten Nachahmer Correggios kennzeichnen, welcher namentlich die Körperverhältnisse extrem verlängerte. Charakteristisch dafür ist besonders die Madonna mit dem langen Hals (Florenz, Uffizien).
Von seinen übrigen Werken religiösen Inhalts sind die 
- Die Vision des hl. Hieronymus, 1525–1527 (London, Nationalgalerie)
- Madonna mit dem Kind und der hl. Margherita, 1528–1529 (Bologna, Pinakothek)
- Die heilige Familie mit Elisabeth und dem kleinen Johannes (Paris, Louvre)

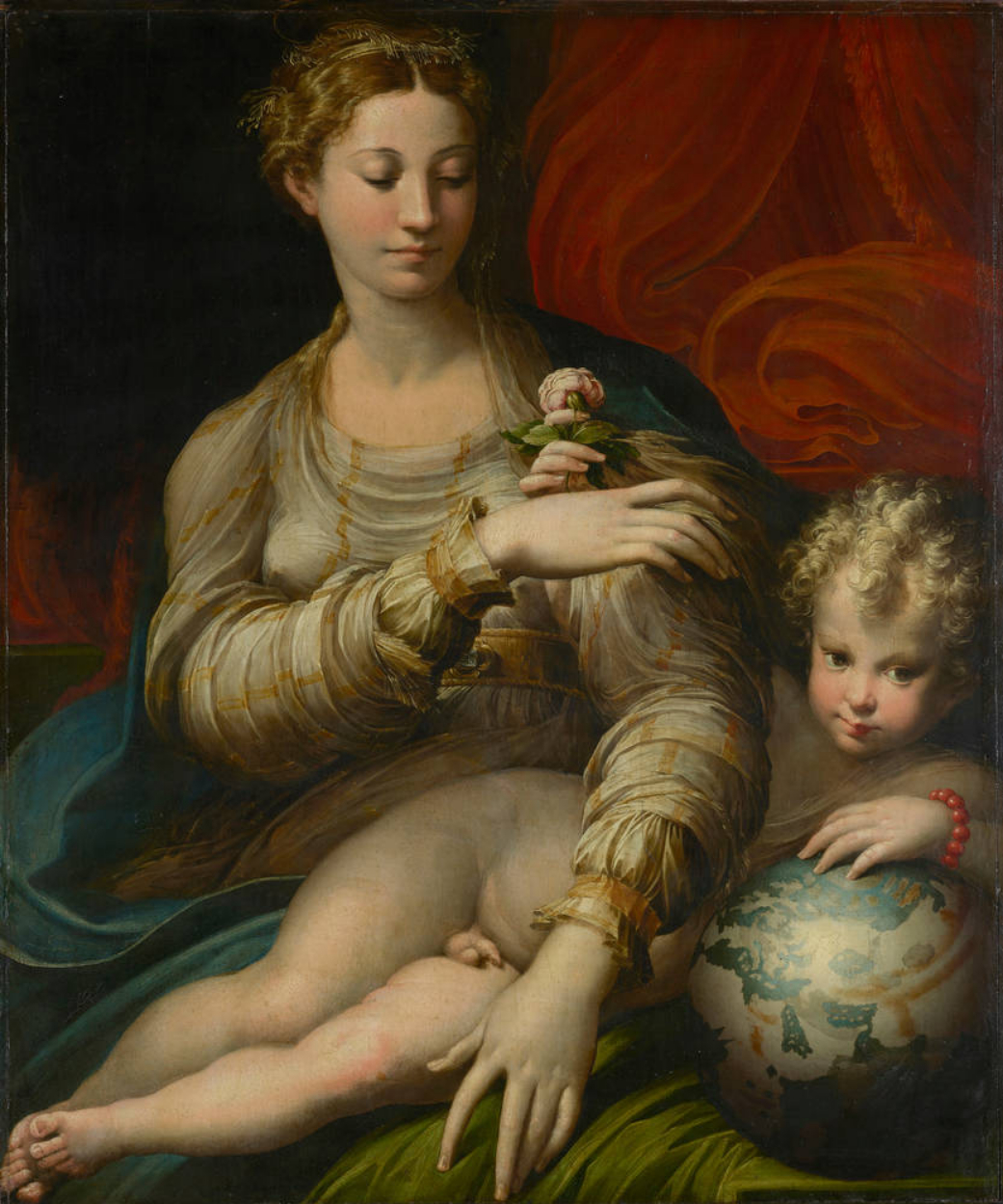
Die Madonna mit der Rose, um 1530

- Die Grablegung Christi (Petersburg, Eremitage)
- Die Madonna mit der Rose (Madonna della Rosa), um 1530 (Dresden, Galerie)

sowie seine Fresken in den Kirchen San Giovanni Evangelista und Santa Maria della Steccata zu Parma hervorzuheben. Wertvoller als seine religiösen Bilder sind seine mythologischen Kompositionen (Hauptwerk: Bogenschnitzender Amor im Kunsthistorischen Museum) in Wien und seine Porträts im Museum in Neapel, in der Villa Borghese in Rom und in den Galerien von Kassel, Darmstadt, Kopenhagen und Wien. Er hat auch 15 Blätter radiert.

## Wirkung
Eine der bekanntesten Formulierungen bezüglich Parmigianino ist Vasaris Vergleich des Parmensers mit Raffael: „Später sagte man, daß der Geist Raffaels in den Körper Francescos übergegangen sei, da man sah, daß dieser junge Mann in der Kunst außergewöhnlich, in den Umgangsformen höflich und anmutig wie Raffael war, und, was noch höher wiegt, weil man hörte, wie sehr er sich bemühte, ihn in allen Dingen, vor allem aber in der Malerei nachzuahmen.“

## Forschung
Als wichtigste Quelle dient Vasaris Lebensbeschreibung des Parmigianino, die 1550 und in überarbeiteter Form 1568 erschien. Eine Neuübersetzung dieser Quelle ist 2004 im Verlag Klaus Wagenbach erschienen. Die 1921 veröffentlichte Monografie Parmigianino und der Manierismus von Lili Fröhlich-Bum gilt als wichtiger Markstein der Parmigianino-Forschung, stellt sie doch zum ersten Mal die Bedeutung des Künstlers für die Stilrichtung des Manierismus heraus. Der heute grundlegende monografische Text über das Werk ist der 1971 erschienene Catalogue of the Drawings of Parmigianino von Arthur E. Popham. 2003 erschien parallel zur Jubiläumsausstellung in Parma und Wien der Katalog Parmigianino und der europäische Manierismus, der viele Aufsätze zu einzelnen Werken des Meisters enthält und den heutigen Forschungsstand umreißt, u. a. auch durch eine nachgerade erschöpfende Bibliografie. Der Jubiläumsausstellung ging eine internationale Tagung voraus (13.–15. Juni 2002), deren Akten sofort publiziert wurden.
Eine neuere Entwicklung der Forschung ist die Erkenntnis, dass Parmigianinos zeichnerisches und druckgrafisches Werk mindestens gleichwertig gegenüber seinen Errungenschaften in der Malerei ist.

## Chronologische Übersicht über die Gemälde

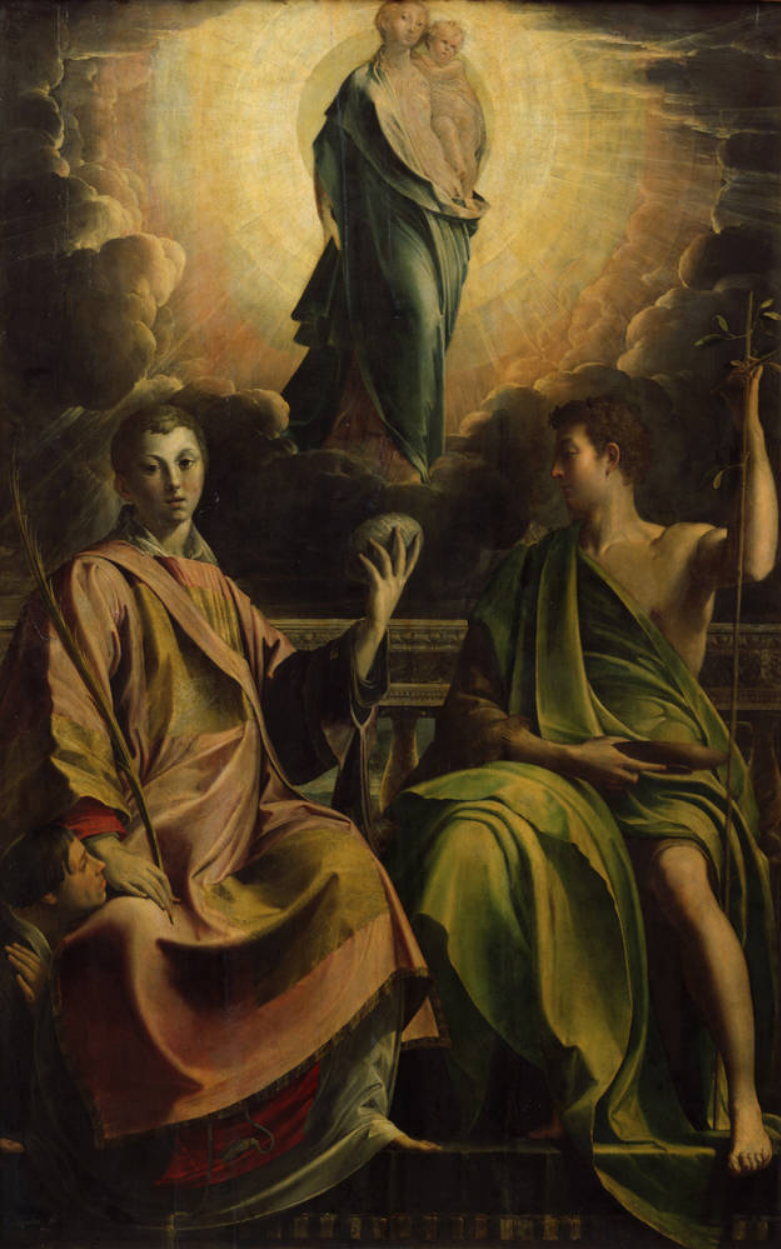
Madonna mit dem Kind, dem Heiligen Stephan, dem Heiligen Johannes dem Täufer und dem Stifter, 1540

- Christi Geburt (?), Rom, Galerie Doria Pamphilj
- Die Taufe Christi (1519), Berlin, Gemäldegalerie
- Porträt eines Mannes (1522/1523), Privatsammlung
- Heilige Barbara (1523), Madrid, Museo del Prado
- Die Beschneidung Christi (1523/1524), Detroit, Institute of Arts
- Jungfrau mit zwei Putten (Hl. Katharina von Alexandria?) (1523/1524), Frankfurt, Städelsches Kunstinstitut
- Madonna mit Kind (wahrscheinlich nach 1524), Rom, Galerie Doria Pamphilj
- Porträt eines Mannes  (wahrscheinlich vor 1524), London, National Gallery
- Selbstporträt im konvexen Spiegel (1524), Wien, Kunsthistorisches Museum
- Porträt des Lorenzo Cibo (1524/1525), Kopenhagen, Statens Museum for Kunst
- Bildnis eines jungen Mannes (1525/1526), Rom, Galleria Borghese
- Bildnis eines Mannes, der seine Lektüre unterbricht (1526), York Museums Trust
- Madonna mit Johannes dem Täufer und dem Hl. Hieronymus (= Die Vision des Hl. Hieronymus) (1526/1527), London
- Porträt des Niccolò Vespucci (1526/1527), Hannover, Niedersächsische Landesgalerie
- Hl. Rochus mit Stifter in Landschaft (1527/28), Bologna, Basilica di San Petronio
- Maria mit Kind (ca. 1527–1530), Kimbell Art Museum
- Bekehrung des Saulus (wahrscheinlich 1527–1531), Wien, Kunsthistorisches Museum
- Die Heilige Familie (wahrscheinlich 1527–1531), Neapel, Museo e Gallerie Nazionali di Capodimonte
- Die mystische Hochzeit der Hl. Katharina (1527–1531), London, National Gallery

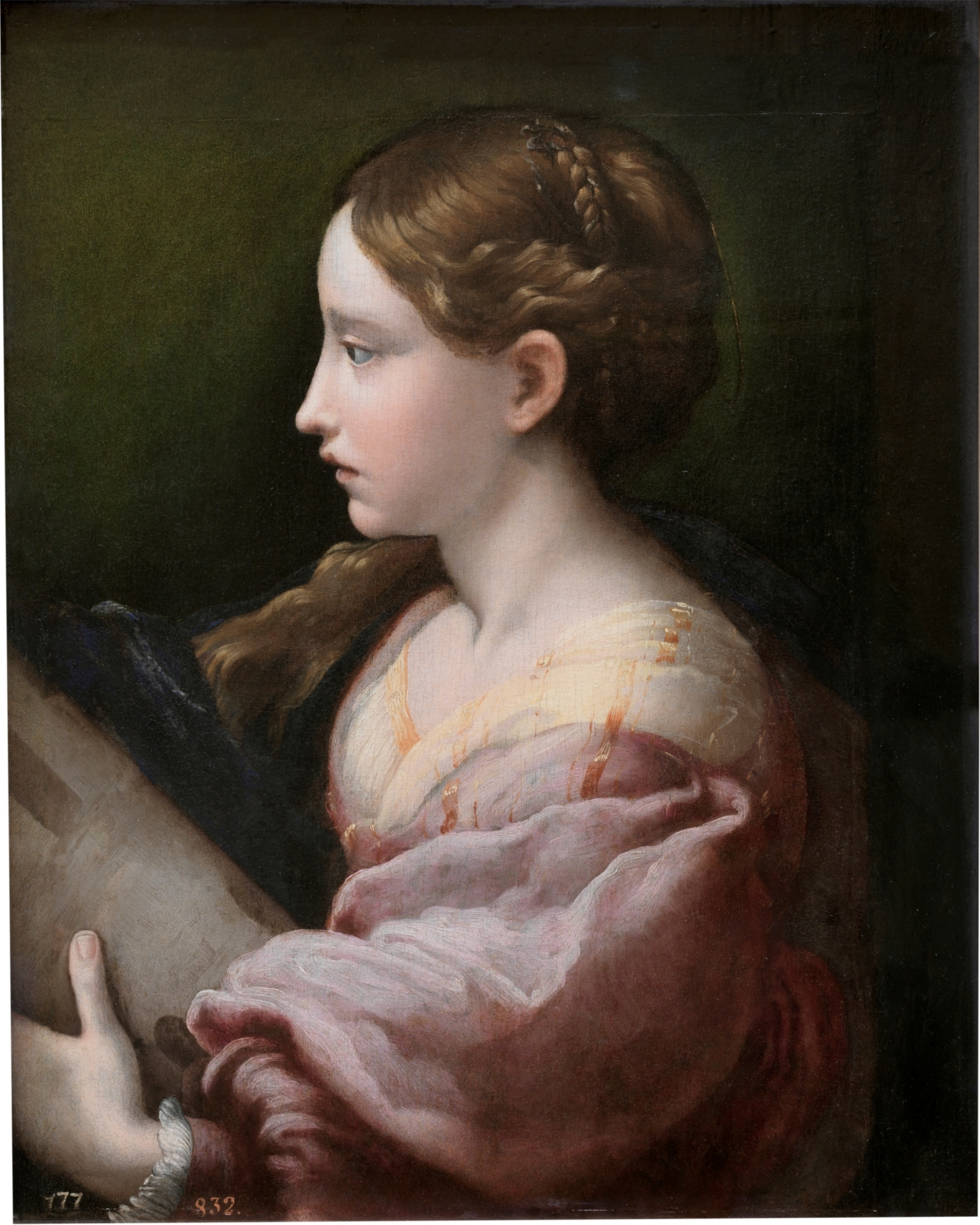
Heilige Barbara

- Die Madonna mit der Rose (1529/1530), Dresden, Gemäldegalerie Alte Meister
- Porträt des Kardinals Lorenzo Pucci (wahrscheinlich 1529/1530), London, National Gallery
- Porträt eines Mannes (bis 1530), Florenz, Uffizien
- Allegorisches Porträt Karl V. (1530), New York
- Der Heilige Hieronymus (um 1530), Privatbesitz
- Pallas Athene (um 1530–1539), London, Royal Collection, Windsor Castle
- Bogenschnitzender Amor (1531/1532), Wien, Kunsthistorisches Museum
- Bildnis einer jungen Frau, genannt Schiava turca (türkische Sklavin) (1532), Parma, Galleria nazionale di Parma
- Madonna mit dem Hl. Zacharias (1533), Florenz, Uffizien
- Madonna mit dem langen Hals (1534/1535), Florenz, Uffizien
- Porträt einer jungen Frau, genannt Anthea (wahrscheinlich 1535–1537), Neapel, Museo e Gallerie Nazionali di Capodimonte
- Lucretia (wahrscheinlich 1535–1540), Neapel, Museo e Gallerie Nazionali di Capodimonte
- Madonna mit dem Kind, dem Heiligen Stephan, dem Heiligen Johannes dem Täufer und dem Stifter (1540), Dresden, Gemäldegalerie Alte Meister